# Alexander Dallas Bache

Alexander Dallas Bache

Alexander Dallas Bache (* 19. Juli 1806 in Philadelphia; † 17. Februar 1867 in Newport, Rhode Island) war ein US-amerikanischer Physiker.

## Leben
Alexander Dallas Baches Eltern waren Richard Franklin Bache (1784–1848) und Sophia Burrell Bache, geb. Dallas. Alexander Dallas Bache war das älteste ihrer insgesamt neun Kinder. Er war ein Urenkel von Benjamin Franklin, ein Enkel von Richard Bache und ein Neffe von George M. Dallas.
Er erhielt seine Erziehung auf der United States Military Academy in Westpoint. 1825 wurde er Leutnant im topographischen Ingenieurkorps, 1827 Professor der Mathematik an der University of Pennsylvania und 1836 Präsident des Girard College in Philadelphia. Später unternahm er eine Reise nach Europa, um die dortigen Bildungsanstalten kennenzulernen, und organisierte 1838 bis 1842 das Schulwesen Philadelphias. 1843 löste er Ferdinand Rudolph Hassler als Direktor der US-Küstenvermessung (United States Coast Survey) ab.
1842 wurde er korrespondierendes und 1845 assoziiertes Mitglied der Königlichen Akademie der Wissenschaften und Schönen Künste von Belgien. 1845 wurde Bache in die American Academy of Arts and Sciences gewählt. 1850 war er Präsident der American Association for the Advancement of Science. Im Dezember 1861 wurde er als auswärtiges korrespondierendes Mitglied in die Russische Akademie der Wissenschaften aufgenommen. Im selben Jahr wurde er korrespondierendes Mitglied der Académie des sciences.
Ab 1863 war Bache Präsident der National Academy of Sciences. Große Verdienste hat sich Bache besonders als Superintendent der nordamerikanischen Küstenvermessung erworben.

## Werke
- Observations at the magnetic and meteorological observatory at the Girard College (1840–47, 3 Bde.)
- Lectures on Switzerland (1870).